# Ревень густоцветковый
Ревень густоцветковый, или компактный (лат. Rheum compactum) — вид травянистых растений рода Ревень (Rheum) семейства Гречишные (Polygonaceae), распространённый от Центральной Азии до Дальнего Востока России.

## Ботаническое описание
Многолетнее травянистое растение, (15) 30—100 (120) см высотой. Стебель прямостоячий, полый, слабобороздчатый, 1—3 см в диаметре. Корневище прочное, сильно утолщённое, тёмно-коричневое, на срезе оранжево-жёлтое. Прикорневые листья собраны в розетку; черешки длинные, сочные, мясистые; листовые пластинки овально-треугольные, округло-яйцевидные или почти округлые, 6—40 (60) см в поперечнике, основание широко-сердцевидное или глубоко-сердцевидное, край плоский или немного волнистый, верхушка округлая или тупоугольная. Стеблевые листья немногочисленные, короткочерешковые или сидячие, более мелкие, с широкими крупными тёмно-бурыми раструбами.
Соцветие — широкая, короткая, густая, скученная, узкоовальная, овальная или почти округлая метёлка, с многочисленными веточками. Крупные веточки выходят из пазух стеблевых листьев, при основании более мелких имеются только небольшие плёнчатые раструбы. Цветки обоеполые, собраны в пучки по 3—10, мелкие, беловатые или светло-жёлтые; цветоножки обычно с утолщенным сочленением выше середины. Околоцветник из 4 продолговатых или продолговато-эллиптических листочков, остающихся при плодах и прилегающих к ним, но в 3—5 раз короче; 2 листочка шире и крупнее других. Тычинок 9, с пыльниками 0,4—0,6 мм длиной. Пестик с 3 рыльцами. Плоды — округлые или яйцевидные орешки, 6—9 мм в диаметре, светло-бурые или тёмно-коричневые, морщинистые, блестящие, выемчатые на верхушке и в основании; по 3 рёбрам с широкими сердцевидными красновато-коричневыми крыльями, 1,5—3 мм шириной.
Хромосомное число 2n = 22.

## Химический состав
Содержание аскорбиновой кислоты в мг на абсолютно сухое вещество: в цветках 6006, в листьях 12012, в стеблях 2574. По другому источнику в пластинках листьев содержится 190, а в черешках 10 мг % аскорбиновой кислоты.
Корневище содержит 3,67—5,62 % антрахинона, хризофановую кислоту и эмодин. Сок листьев содержит 3,5 % яблочной кислоты и щавелевокислый калий.

## Значение и применение
Высоковитаминное растение. Животными поедается лишь до бутонизации и в небольшом количестве.

## Охрана
Вид внесён в Красные книги Казахстана, России и некоторых субъектов России: республики Алтай (охраняется в Алтайском и Катунском заповедниках, Сайлюгемском национальном парке), Тыва (заповедники «Азас» и «Убсунурская котловина») и Хакасия (Хакасский заповедник); Алтайский (Тигирекский заповедник), Красноярский (Саяно-Шушенский заповедник, национальный парк «Шушенский бор») и Приморский края; Кемеровская (Шорский национальный парк) и Магаданская (Магаданский заповедник) области.

## Синонимы
- Polygonum chayuum A.J.Li & B.J.Bao (2012)
- Rheum altaicum Losinsk. (1936) — Ревень алтайский
- Rheum compactum var. altaicum (Losinsk.) Czerepnin (1961)
- Rheum compactum var. orientale (Losinsk.) Tzvelev (1989)
- Rheum nutans Pall. (1788)
- Rheum orientale Losinsk. (1936) — Ревень восточный
- Rheum rhaponticum Herder (1890)